# Nico Bettge

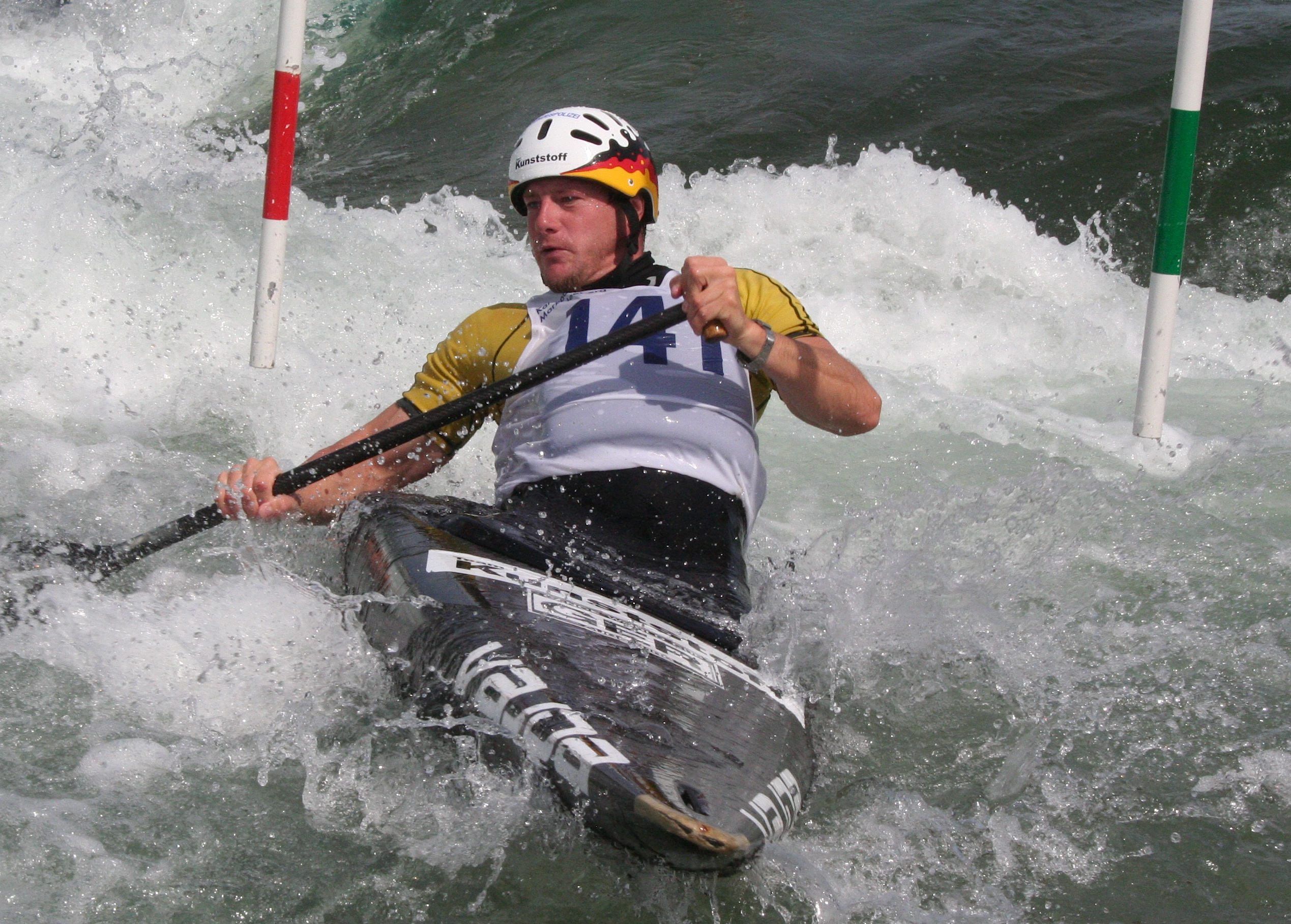
Nico Bettge (2011)

Nico Bettge (* 15. Mai 1980 in Magdeburg) ist ein deutscher Kanute.
Der Sportler des KC Falke Magdeburg startet im Kanu-Slalom in der Disziplin Einer-Canadier.
Bei den Kanuslalom-Weltmeisterschaften 2006 wurde er erstmals Weltmeister in der Mannschaft und konnte dies bei den Weltmeisterschaften 2011 wiederholen. Dort gelang ihm mit dem Gewinn der Silbermedaille im Einzelwettbewerb sein bislang größter sportlicher Erfolg. Sein zweiter Platz bedeutete die einzige Einzelmedaille für den Deutschen Kanu-Verband und sicherte dem deutschen Team einen Olympiastartplatz für die Olympischen Spiele 2012.
Bettge gehört der Sportfördergruppe der Bundespolizei an.